# Dorcadion pyrenaeum
Dorcadion pyrenaeum är en skalbaggsart som beskrevs av Ernst Friedrich Germar 1839. Dorcadion pyrenaeum ingår i släktet Dorcadion och familjen långhorningar.
Artens utbredningsområde är Frankrike. Inga underarter finns listade i Catalogue of Life.